# 向正樹
向 正樹（むかい まさき、1974年11月21日 - ）は、日本の歴史学者。文学博士。専門は、東洋史の研究。福岡県北九州市出身。

## 略歴・人物
1993年3月、福岡県立京都高等学校卒業。1998年、大阪大学文学部史学科東洋史学専攻卒業。2001年3月、同大学大学院文学研究科(文化形態論専攻)博士前期課程修了。2003年〜2005 年、中国・北京大学歴史学系留学。2007年3月、大阪大学大学院文学研究科(文化形態論専攻)博士後期課程修了。文学博士取得。2007年〜2012年、同大学大学院文学研究科特任研究員。帝塚山大学、関西大学、甲南大学非常勤講師を経て、2013年4月〜現在、同志社大学グローバル地域文化学部准教授 に就く。

## 寄稿
- 『グローバル化の世界史』（秋田茂責任編集、ミネルヴァ書房、2019年）
- 『中央ユーラシア史研究入門』（小松久男、荒川正晴、岡洋樹共編、山川出版社、2018年）
- 『宗教と儀礼の東アジア―交錯する儒教・仏教・道教―』 (原田正俊編・原田正俊、井上智勝、荒見泰史、松原典明、西本昌弘、吾妻重二、三浦國雄、二階堂善弘、高志緑、長谷洋一、中田美絵、藤原崇人、真木隆行執筆、勉誠出版、2017年）
- 『烏臺筆補の研究』（高橋文治編・高橋文治、沖田道成、加藤聰、佐藤貴保、中村健太郎、山本明志執筆・汲古書院、2007年）

## 所属学会
- アジア世界史学会、世界史学会、史学会、東方学会

## 参考・出典
- research map 向 正樹